# Stotinka
Stotinka (bułg. стотинка) – moneta, drobna jednostka monetarna Bułgarii równa 1/100 lewa.